# Wei Heling
Wei Heling (魏鹤龄S, Wèi HèlíngP; Tientsin, 14 gennaio 1907 – Shanghai, 2 ottobre 1979) è stato un attore cinese.
In occasione del centenario della nascita dell'industria cinematografica in Cina nel 2005, la China Film Performance Art Academy lo ha inserito nella lista dei "100 migliori attori in 100 anni di cinema cinese".